# Mautner Markhof (Familie)

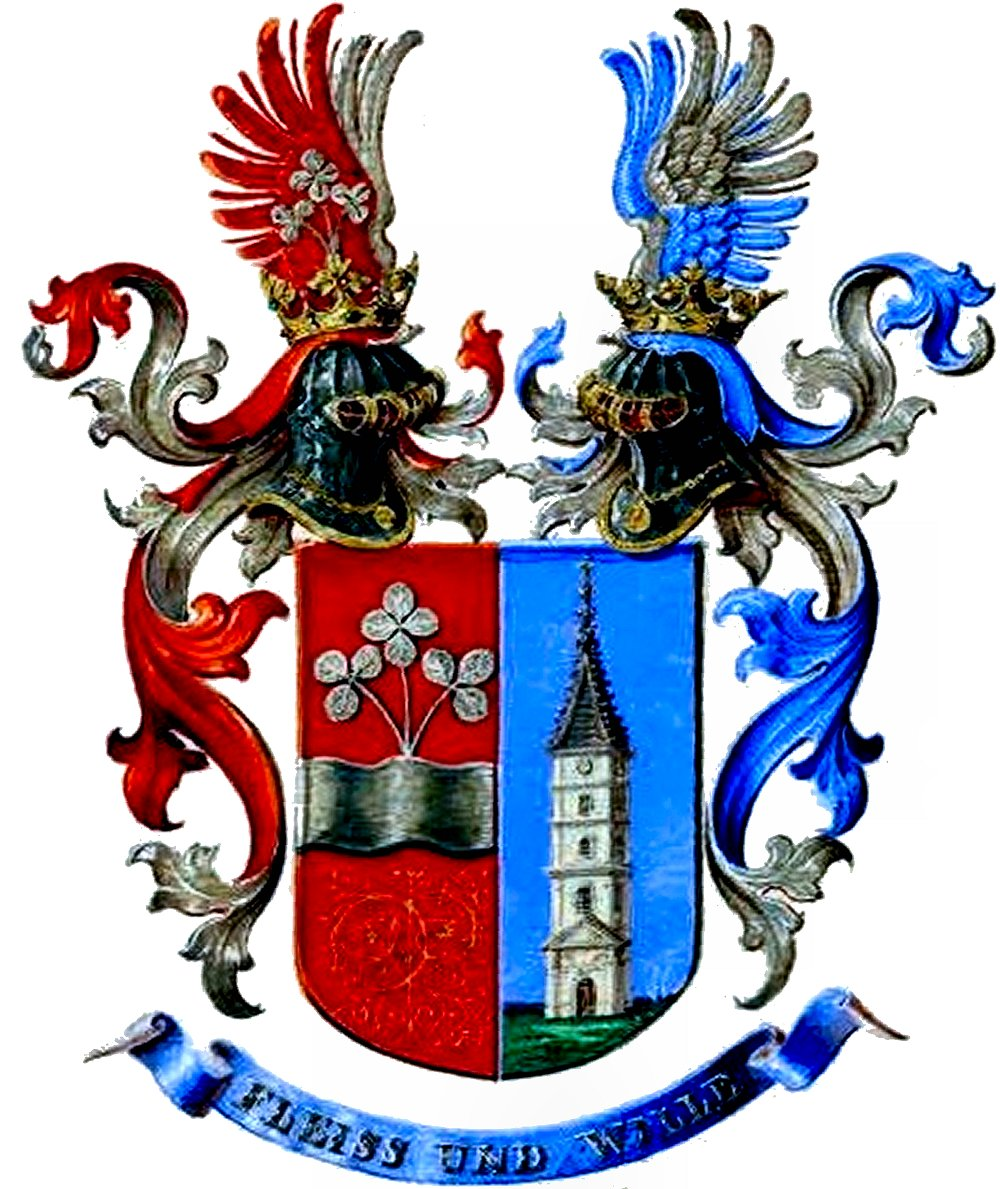
Wappen der Mautner von Markhof (1872)

Mautner Markhof ist der Name einer 1872 als Mautner von Markhof geadelten österreichischen Unternehmerfamilie, welche über 100 Jahre lang den Lebensmittelhersteller Mautner Markhof führte. Eine Stammverwandtschaft zu dem alten Adelsgeschlecht derer von Mautner besteht nicht.

## Geschichte
Die aus Böhmen stammende jüdische Familie wurde 1690 erstmals in einem Kaufvertrag einer Brauerei in Smirschitz erwähnt. Dort war auch Israel Mautner (gestorben 1838) noch Gutspächter.

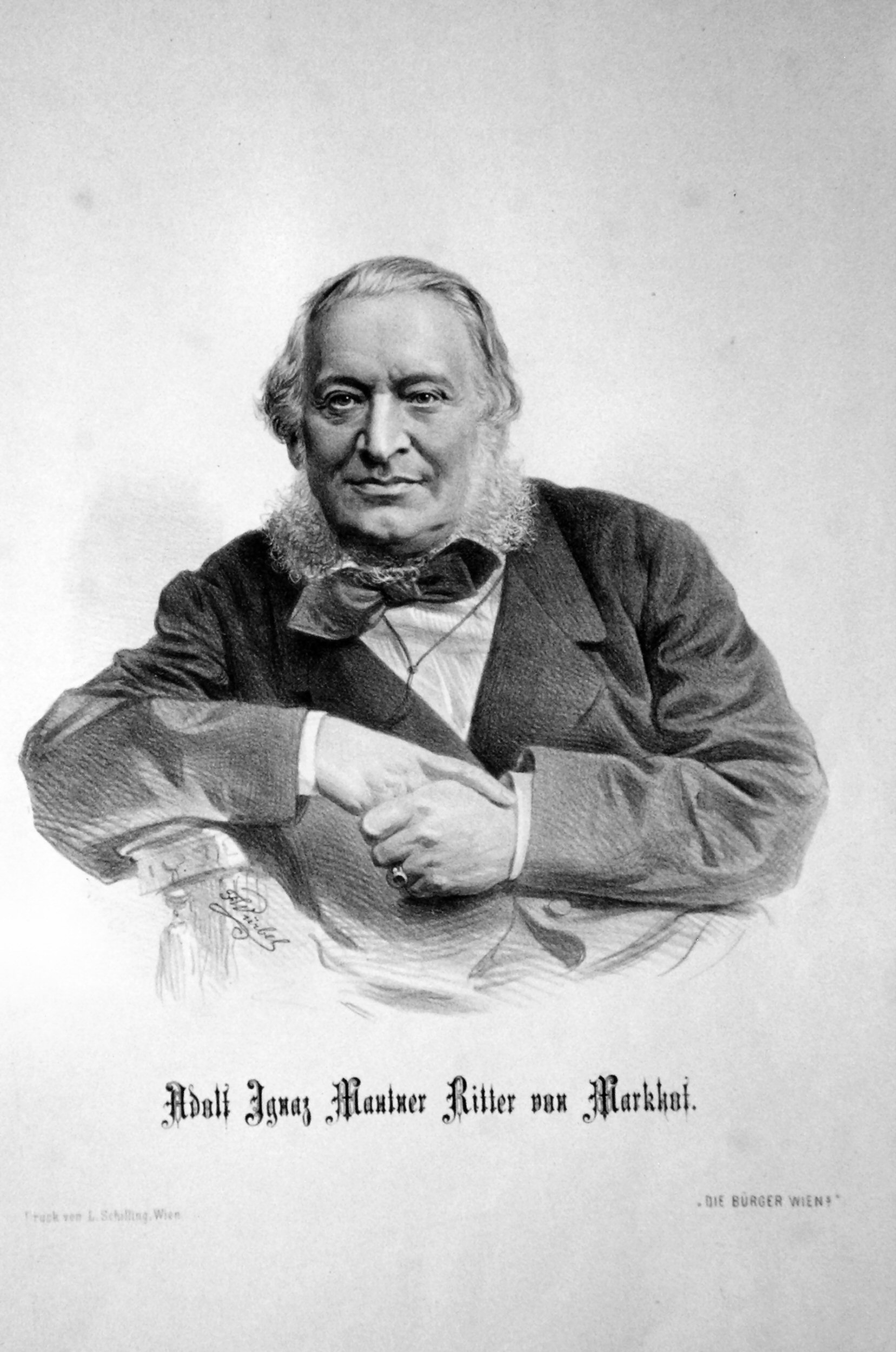
Adolf Ignaz Mautner, Ritter von Markhof (1801–1889), Lithographie von Franz Würbel

Sein Sohn Adolf Ignaz Mautner – geboren als Abraham Isaak Mautner – begann als Brauereibesitzer in Smirschitz. 1831 heiratete er Julie Marcelline Kadisch, die Tochter eines Lederhändlers aus Senftenberg, und übersiedelte 1840 nach Wien, wo er die Brauerei Sankt Marx pachtete, die er 1857 kaufte und 1861 durch weitere Grundankäufe erweiterte. Das Paar hatte zehn Kinder (siehe unten, Stammfolge).

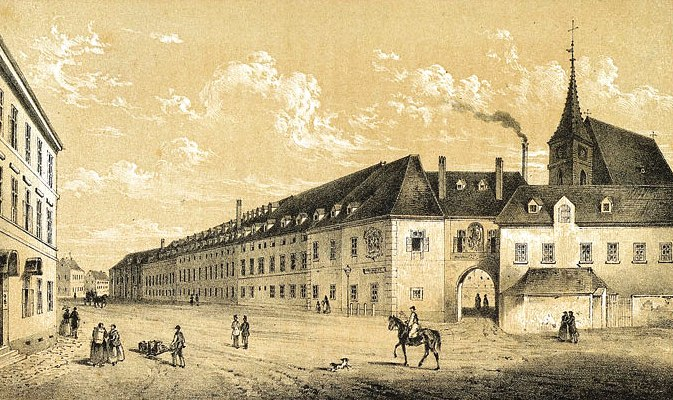
Bürgerspital St. Marx mit Brauerei

Bekannt in der Brauindustrie wurde Ignaz Mautner durch die Erfindung einer Kühlmaschine für Bier, die eine ganzjährige Produktion ermöglichte. Mit seinem Schwiegersohn Johann Peter von Reininghaus verbesserte er zudem die Produktion von Backhefe. Zusammen mit seiner Ehefrau förderte er das Gesundheitswesen durch den Aufbau des Bürgerspitals St. Marx (zu dem die Brauerei einst gehört hatte), durch Errichtung von Militärspitälern und vor allem durch Stiftung des Mautner Markhof’schen Kinderspitals 1872 in Wien-Landstraße.
Vor der Dezemberverfassung 1867 (siehe Jüdische Emanzipation) hatten Juden noch nicht das volle Bürgerrecht. Wie zahlreiche andere Familien mosaischen Glaubens, die zur wirtschaftlichen Elite Wiens gehörten, ließen sich die Mautners taufen. Im Mai 1872 wurde Adolf Ignaz Mautner aufgrund der Statuten des ihm einen Monat zuvor verliehenen Ordens der eisernen Krone dritter Classe als Ritter von Markhof nobilitiert; später erhielt er auch das Wiener Ehrenbürgerrecht. Der Familienname lautete vor 1919 „Mautner von Markhof“ und wurde nach Ende der österreichisch-ungarischen Monarchie und der Aufhebung des Adels in Österreich auf „Mautner Markhof“ festgelegt.
Die älteste Tochter Therese (1832–1926) war mit dem Grazer Brauherrn Johann Peter von Reininghaus verheiratet. Tochter Coelestine (1845–1923) heiratete 1865 den Astronomen Theodor von Oppolzer. Die Söhne Carl Ferdinand (1834–1896) und Georg Heinrich (1840–1904) vergrößerten das Unternehmen nach Floridsdorf und Simmering. Unter Victor Mautner Markhof (1865–1919), dem Sohn Carl Ferdinands, wurde die Stamm-Brauerei der Familie mit jenen von Schwechat und Simmering fusioniert.
2001 zog sich die Familie aus der Mautner Markhof Feinkost GmbH zurück und verkaufte sie an das Münchener Lebensmittelunternehmen Develey Management, die den Markennamen weiterführt. Der zweite große Familienbesitz, der Schwechater-Anteil an der Brau Union, ging 2003 an Heineken. Die Mautner Markhof AG, die Mautner Markhof Industriebeteiligungs GmbH (MMIB) und die Mautner Markhof AG (neu) mit deren Tochtergesellschaft MATMAR SE bestanden bis 2008.
2013 übernahm Marcus Mautner Markhof (1958–2024) die oberösterreichische Brauerei Grieskirchen.
Die Familie ist neben der karitativen Tätigkeit auch als Förderer der Künste und Wissenschaften hervorgetreten. Vom Österreichischen Kunstverein wurde unter anderem noch in den 1880er Jahren ein sogenannter Mautner-von-Markhof-Preis vergeben. In den 1930er Jahren wurde etwa von Theodor Mautner von Markhof (1869–1947), der unter anderem Vizepräsident des Wiener Trabrennvereines war, der nach ihm benannte Theodor-Mautner-von-Markhof-Preis, ein Trabrennsportpreis, gestiftet.
Der „Hausarchitekt“ der Familie war nach 1900 Friedrich Dietz von Weidenberg, der für etliche Um- und Ausbauten an den Fabriksanlagen verantwortlich war und auch 1908/09 die Villa an der Prager Straße (vulgo Mautner-Markhof-Schlössl) baute, in der sich heute das Floridsdorfer Bezirksmuseum befindet.
Eduard Kuschée schuf den Ausstellungspavillon der Firma Mautner Markhof für die Wiener Weltausstellung 1873 und 1874–1875 das Hauptgebäude des von der Familie gestifteten Kronprinz-Rudolf-Kinderspitals.

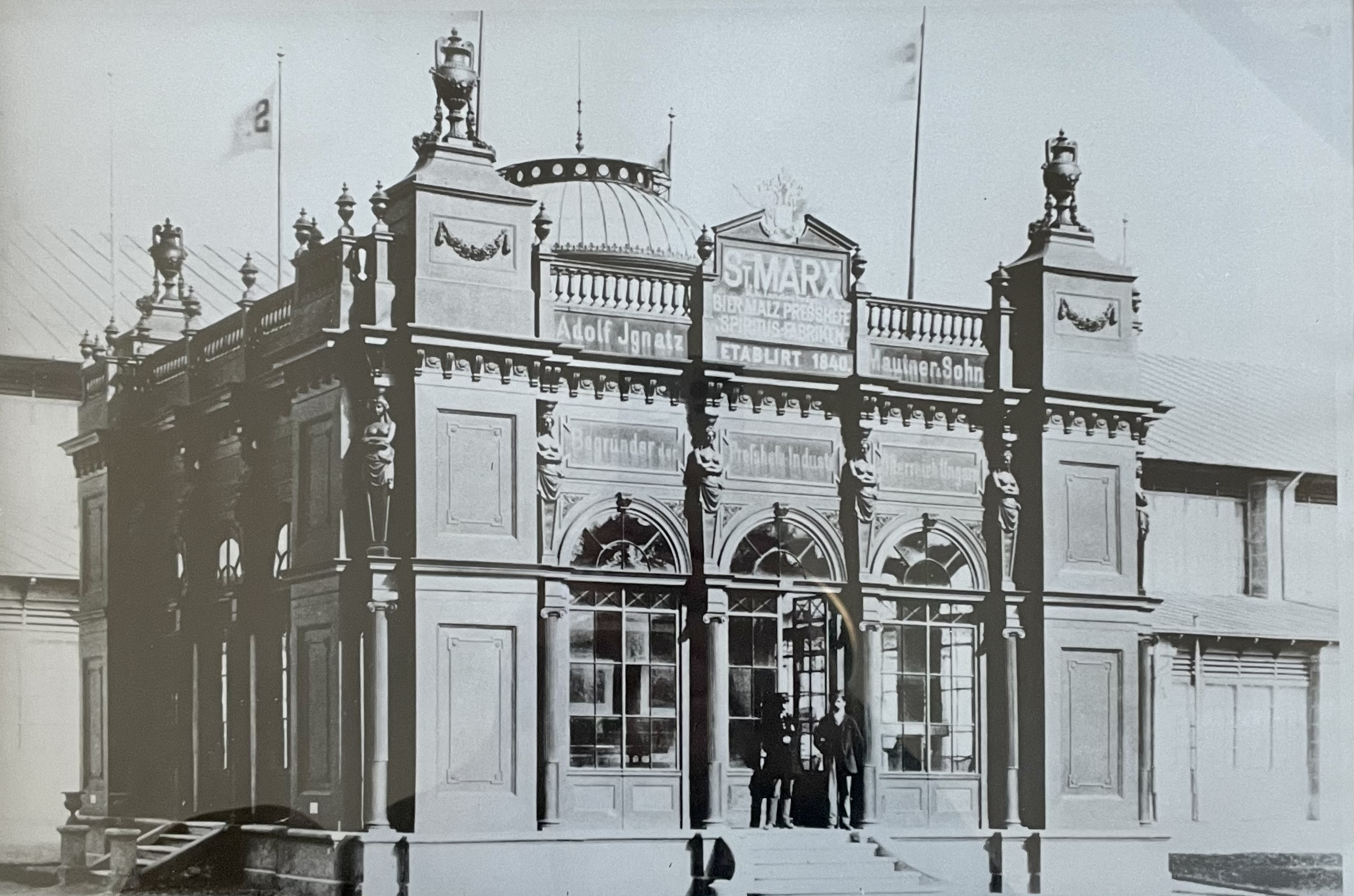
Sankt Marxer Pavillon der Wiener Weltausstellung 1873

## Bekannte Familienmitglieder
- Adolf Ignaz Mautner von Markhof (1801–1889), Gründer des Wiener Unternehmens
  - Carl Ferdinand Mautner von Markhof (1834–1896), auf Schloss Rodaun
    - Victor Mautner von Markhof (1865–1919)
    - Hertha Mautner-Jäger (1879–1969), Frauenrechtlerin, Bauherrin der Villa Mautner-Jäger
    - Magdalena „Magda“ Mautner von Markhof (1881–1944), Künstlerin und Mäzenin
    - Editha (1883–1969), österr. Grafikerin, verh. mit Kolo Moser

  - Ludwig Mautner von Markhof (1835–1913)
    - Adolph Mautner von Markhof (1866–1903), auf Schloss Haunsperg

  - Georg Heinrich Mautner von Markhof (1840–1904), auf Schloss Leopoldsdorf (Bezirk Bruck an der Leitha)
    - Otto (1868–1905)
    - Theodor (1869–1947)
      - Gerhard (1901–1971)
        - Heinrich (1927–2009)
          - Viktor Mautner Markhof (* 1960)
          - Heinrich

        - Marius Mautner Markhof (1928–2005), auf Schloss Rohrbach (Weistrach)
          - Maximilian, auf Schloss Rohrbach und Schloss Seisenegg

      - Manfred Mautner Markhof sen. (1903–1981)
        - Manfred Mautner Markhof jun. (1927–2008)
          - Manfred Leo
          - Theodor

    - Georg Anton (1875–1934)
      - Georg III. Heinrich (1904–1982)
        - Georg Mautner Markhof (1926–2008)
          - Georg Quintus
          - Marcus Mautner Markhof (1958–2024)

      - Gustav Peter (1909–1970)
        - Gustav (1936–1993)
          - Diana

        - Michael Mautner Markhof (1950–2023)
          - Christoph

      - Peter (1923–1997)
        - Marietta
        - Martin
        - Andreas
        - Johannes

      - Karlmann (1925–2001) ⚭ Melitta (geborene Maček; 1921–2007)
        - Maria Charlotte (* 1952)
        - Maria Elisabeth (* 1953)
        - Christian (* 1955) ⚭ Claudia (geborene Leopold; * 1961)
          - Vincenz (* 1997)
          - Paul (* 1998)

        - Maria Christine (* 1959)

    - Kuno (1879–1930)

  - August Mautner von Markhof (1843–1883)
    - Bruno Mautner von Markhof (1877–1921), auf Schloss Guttenburg
      - August Viktor (1905–1990)
        - Georg Johannes (1946–2019)

      - Hubert (1909–1996)
        - Franz Josef

      - Franz Josef (1915–1946)

## Stammfolge

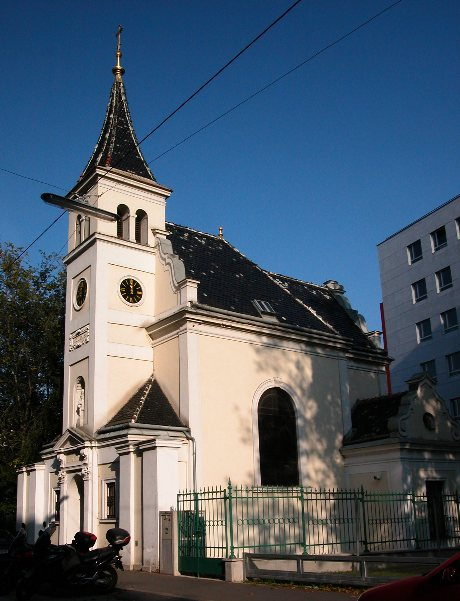
Kapelle des Mautner-Markhofschen Kinderspitals

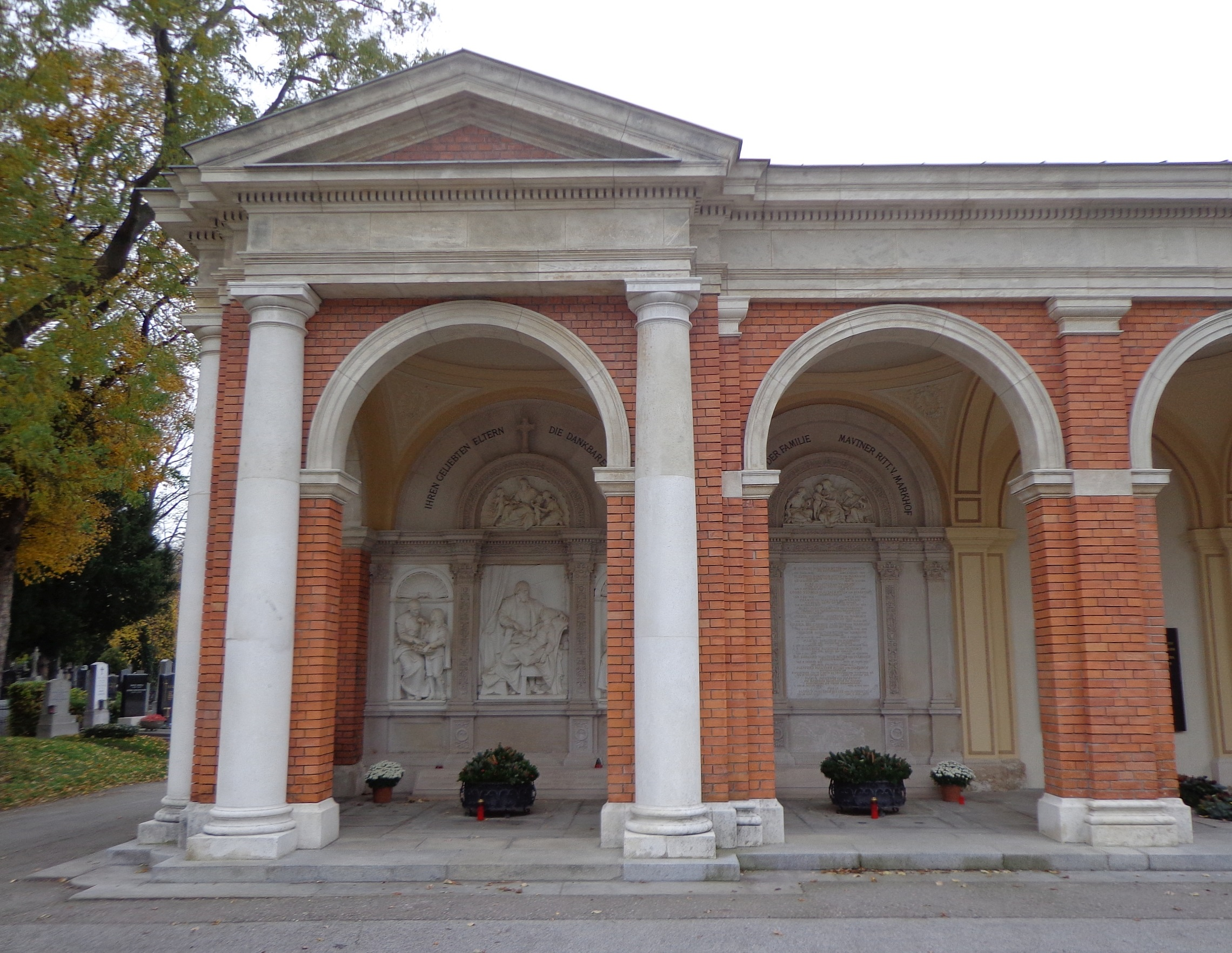
Familiengruft Mautner Markhof in den „Alten Arkaden“ auf dem Wiener Zentralfriedhof

Die 10 Kinder von Adolf Ignaz und Julie Marceline:
(1.) Therese (1832–1926) (verh. mit Johann Peter von Reinighaus).
Kinder: Gustav, Luise, Adelheid, Emilie, Martha. Hugo, Hans, Maria, Elisabeth und Friederike.

(2.) Carl Ferdinand (1834–1896) (siehe unten).

(3.) Ludwig Joseph (1835–1918) verh. mit Elisabeth von Buol (1831–1885) und Maria Anna Wallach (1861–1909) und Anna Susanna Lang (1867–1945).
 Kinder: (I.) Adolf, Marie-Leopoldine, Margarethe, Hildegard, (II.) Angela, (III.) Robert, Oskar und Julius.

(4.) Maria Seraphine (1936–1906) (verh. mit Anton Philip Willner). 
Kinder: Alfred Maria, Konrad, Marceline.

(5.) Emilie Susana (1838–1887) (verh. mit Julius von Reinighaus). 
Kinder: Carl Konrad, Paul und Fritz.

(6.) Georg Heinrich (1840–1904) (verh. mit Charlotte Biehler, 1845–1905). 
Kinder: Maria, Eugenie, Otto, Theodor, Friederike („Fritzi“), Georg II. Anton, Kuno.

(7.) Eleonora Catharina (1842–1937) (verh. Otto von Waechter). 
Kinder: Rudolf, Elisabeth, Hedwig. 

(8.) August Johann Nepomuk (1843–1883) (verh. mit Elisabeth Fischer von Ankern) 
Kinder: Oskar, Wilfriede und Bruno.

(9.) Coelestine Rosina (1845–1923) (verh. mit Theodor von Oppolzer). 
Kinder: Johann, Hildegard, Egon, Sylvia, Armin und Agathe.

(10.) Johanna Nepomucena Maria (1850–1913) (verh. mit Wilhelm Mittag von Lenkheym). 
Kinder: Rudolf, Irene, Auguste („Koki“) und Erwin.
Das zweite Kind von Adolf Ignaz und Julie Marceline und älteste Sohn war Carl Ferdinand (1834–1896). Er war zwei Mal verheiratet. Er heiratete 1863 die junge Johanna Kleinoscheg (* 1846). In 8 Jahren bekam das Paar 7 Kinder. Nach dem siebten Kind starb Johanna 1872:

Kinder: Henriette (1864–1938) (verh. v. Haynau),
Victor (1865–1919),
Gertrude (1866–1962) (verh. v. Szilvinyi),
Cornelia (1867–1927) (verw. Schürer v. Waldheim, verh. Schenk zu Castel),
Elisabeth („Elsa“) (1868–1937) (verh. Dittl v. Wehrberg),
Christine (1869–1931) (verh. v. Wieser),
Dorothea (1871–1976) (verh. mit dem Maler und Bildhauer Josef Engelhart).

Carl Ferdinand heiratete 1874 ein zweites Mal. Seine Frau wurde Editha Freiin Sustenau von Schützenthal (1846–1918). Sie bekamen drei Töchter:
Hertha (1879–1970) (verh. Jäger),
Magda (1881–1944) (verh. Grasmayr),
Editha („Ditha“) (1883–1969) (verw. Moser, verh. Hauska).

Carl Ferdinands zweite Ehefrau Editha Mautner von Markhof (genannt „Baronin“) war als Präsidentin des Vereins für erweiterte Frauenbildung an der Gründung des ersten österreichischen Mädchengymnasiums 1892 in Wien und eines ordensgeführten Mädchenpensionates im nach dem Tod des Gatten 1898 verkauften Schloss Rodaun beteiligt. Ihre Tochter Ditha (1883–1969) war Grafikerin, mit dem Künstler Koloman Moser verheiratet und im Briefkontakt mit Hermann Bahr. Friederike Mautner Markhof (1872–1954) war über ihre zweite Ehe mit dem Kunsthandwerker Valentin Zeileis ebenfalls mit der Wiener Werkstätte verbunden. Sie profilierte sich als Frauenrechtlerin im Verein Wiener Settlement.